# 161
Вижте пояснителната страница за други значения на 161.

## Събития
- След смъртта на Антонин Пий, за император е провъзгласен Марк Аврелий, който веднага поисква от Сената да бъдат предоставени равни с неговите права на Луций Комод. Това е първият случай на съвместен принципат в Римската империя.

## Родени
- 31 август – Комод, римски император

## Починали
- 7 март – Антонин Пий, римски император